# Juan Guillermo Vélez
Juan Guillermo Vélez Córdoba (nacido en Medellín, Colombia, el 16 de octubre de 1983) es un futbolista profesional colombiano, se desempeña en el terreno de juego como delantero y su actual equipo son los Delfines del Este FC de la Liga Dominicana de Fútbol. 

## Trayectoria
Fue parte del equipo campeón de Independiente Santa Fe, equipo el cual ganó el Torneo Apertura 2012 llevando la camiseta 9.

## Clubes
| Club                            | País                 | Año                 | Partidos | Goles |
| ------------------------------- | -------------------- | ------------------- | -------- | ----- |
| Millonarios                     | Colombia             | 2004-2006           | 17       | 5     |
| Itagüi Leones                   | Colombia             | 2006 (Apertura)     | 10       | 3     |
| Atlético Bello                  | Colombia             | 2006-2007           | 17       | 11    |
| Estrella Roja FC                | Venezuela            | 2007-2008           | 12       | 8     |
| Aragua FC                       | Venezuela            | 2008-2009           | 11       | 5     |
| Trujillanos FC                  | Venezuela            | 2009-2010           | 32       | 7     |
| Zamora FC                       | Venezuela            | 2010-2011           | 18       | 10    |
| Independiente Santa Fe          | Colombia             | 2012-2013           | 47       | 5     |
| Deportivo Pasto                 | Colombia             | 2013-2014           | 39       | 4     |
| Rionegro Águilas                | Colombia             | 2014-2015           | 5        | 1     |
| Alianza Atlético                | Perú                 | 2015-2016           | 59       | 13    |
| Club Deportivo Luis Ángel Firpo | El Salvador          | 2018-2019           | 17       | 6     |
| Delfines del Este FC            | República Dominicana | 2019-2020           | 20       | 8     |
| Total en su carrera             | Total en su carrera  | Total en su carrera | 304      | 86    |

## Palmarés

### Torneos nacionales
| Título          | Club               | País      | Año  |
| --------------- | ------------------ | --------- | ---- |
| Torneo Apertura | Zamora Fútbol Club | Venezuela | 2011 |
| Torneo Apertura | Santa Fe           | Colombia  | 2012 |

### Distinciones individuales
| Distinción                                   | Goles    | Año/Torneo    |
| -------------------------------------------- | -------- | ------------- |
| Goleador de la Primera División de Venezuela | 10 goles | Clausura 2011 |

## Competiciones como jugador
| Competición                     | PJ  | Goles |
| ------------------------------- | --- | ----- |
| Primera División de Colombia    | 118 | 18    |
| Segunda División de Colombia    | 17  | 11    |
| Primera División de Venezuela   | 73  | 30    |
| Primera División del Perú       | 59  | 13    |
| Primera División de El Salvador | 17  | 6     |
| Liga Dominicana de Fútbol       | 0   | 0     |
| Copa Libertadores               | 4   | 0     |
| Copa Pre Libertadores           | 0   | 0     |
| Copa Sudamericana               | 10  | 0     |
| Selección nacional              | 0   | 0     |
| Total de Carrera                | 298 | 78    |